# Õnne 13
Õnne 13 sau Meie elu lood (cu sensul de Poveștile vieții noastre) este un serial de televiziune dramatic de comedie eston din 1993 care este transmis de ETV (Eesti Televisioon). Este cea mai lungă telenovelă din Estonia.
Creatorul și primul scenarist al seriei a fost Astrid Reinla (1993–1994). Au urmat scenariștii Kati Murutar (1995–1996), Teet Kallas (1996–2011), Urmas Lennuk (2011), Teet Kallas (2011–2012), Urmas Lennuk (2013–2014) și Andra Teede (din toamna anului 2014 – prezent)
Primul sezon al serialului TV Õnne 13 a fost difuzată la 30 octombrie 1993, cu un total de peste 740 de episoade.
Tõnis Kask a regizat Õnne 13, în primele 10 sezoane ale sale. Din 2003, serialul este regizat de Ain Prosa. Din 1997, serialul a fost co-produs de Balti Video (BEC).  Peste 200 de actori au jucat în acest serial. 
Serialul TV are loc în Morna, un mic oraș fictiv eston. Autorul ideii serialului și primul scenarist, Astrid Reinla, a conceput aspectul orașului Morna pentru a fi foarte asemănător cu cel al orașului Elva. Locurile de filmare sunt în mare parte în orașele-grădină din Tallinn - Nõmme, Hiiu, Rahumäe etc.

## Sezoane și episoade
Sursa: ERR
| Sezon | Premiera sezonului | Sfârșitul sezonului | Episoade |
| ----- | ------------------ | ------------------- | -------- |
| 1     | 30 octombrie 1993  | 28 mai 1994         | 15       |
| 2     | 24 septembrie 1994 | 3 iunie 1995        | 17       |
| 3     | 24 decembrie 1995  | 8 iunie 1996        | 13       |
| 4     | 12 octombrie 1996  | 1 iunie 1997        | 18       |
| 5     | 1 noiembrie 1997   | 30 mai 1998         | 16       |
| 6     | 3 octombrie 1998   | 1 mai 1999          | 31       |
| 7     | 9 octombrie 1999   | 29 aprilie 2000     | 30       |
| 8     | 7 octombrie 2000   | 28 aprilie 2001     | 30       |
| 9     | 15 septembrie 2001 | 4 mai 2002          | 30       |
| 10    | 7 decembrie 2002   | 7 iunie 2003        | 27       |
| 11    | 1 noiembrie 2003   | 22 mai 2004         | 31       |
| 12    | 9 octombrie 2004   | 21 mai 2005         | 33       |
| 13    | 22 octombrie 2005  | 27 mai 2006         | 32       |
| 14    | 21 octombrie 2006  | 26 mai 2007         | 32       |
| 15    | 20 octombrie 2007  | 24 mai 2008         | 32       |
| 16    | 27 septembrie 2008 | 16 mai 2009         | 34       |
| 17    | 12 septembrie 2009 | 29 mai 2010         | 36       |
| 18    | 18 septembrie 2010 | 21 mai 2011         | 35       |
| 19    | 17 septembrie 2011 | 19 mai 2012         | 36       |
| 20    | 15 septembrie 2012 | 18 mai 2013         | 35       |
| 21    | 12 octombrie 2013  | 17 mai 2014         | 32       |
| 22    | 13 septembrie 2014 | 30 mai 2015         | 36       |
| 23    | 12 septembrie 2015 | 28 mai 2016         | 36       |
| 24    | 10 septembrie 2016 | 27 mai 2017         | 36       |
| 25    | 9 septembrie 2017  | 12 mai 2018         | 32       |
| 26    | 9 septembrie 2017  | 12 mai 2018         | 32       |
| 27    | 21 septembrie 2019 | 25 aprilie 2020     | 27       |

## Personaje
În continuare sunt prezentate personajele fictive ale seriei (în paranteze actorul care a interpret rolul):  
- Johannes Saarepera (Kaljo Kiisk)
- Alma Saarepera (Helgi Sallo)
- Allan Peterson (Raivo E. Tamm)
- Mare Peterson (Anne Veesaar)
- Laine Rosenkampf-Jägerfreund (Luule Komissarov)
- Kristjan Rosenkampf-Jägerfreund (Väino Aren)
- Jaanus Peterson (Kauro Anton, Ott Aardam)
- Jane Peterson (Maarja Jakobson)
- Evelin Sumberg (Marika Korolev)
- Georg Sumberg (Allan Noormets)
- Laur Põder (Andres Dvinjaninov)
- Pille Põder (Külli Teetamm)
- Richard Kattai (Hannes Kaljujärv)
- Annemai Kattai (Garmen Tabor)
- Ints Kattai (Mihkel Tikerpalu)
- Ülo Ümera (Aleksander Eelmaa)
- Kelli Ümera (Eva Vilt-Malleus)
- Uku Palm (Lembit Ulfsak)
- Ursula Amaranta Malone (Palm) (Evelin Võigemast)
- Priit Torim (Tarvo Sõmer)
- Tiina Püvi (Viire Valdma)
- Jaak Pallo (Aarne Üksküla)
- Are Prillop (Ülle Lichtfeldt)
- Jüri "Jürka" Kerges (Egon Nuter)
- Harry Ahven (Tõnu Kilgas)
- Thor-Björn Margna (Eero Spriit)
- Felix Viss (Tõnu Aav)
- Raivo Tiik (Veikko Täär) — unul dintre primarii orașului fictiv Morna
- Oliver-Sten Karjus (Taavi Teplenkov)
- Merilin Kadak (Hele Kõrve)
- Annabel Sumberg (Annabel Korolev)
- Einar Karmik (Ago-Endrik Kerge)
- Maige Karjus (Ülle Kaljuste)
- Saara (Maarja Mitt)
- Marek (Markus Habakukk)
- Sonja (Triin Tenso)
- Anu (Maarika Mesipuu-Veebel)
- Sander-Eero Seeder (Roland Laos)
- Ardi (Markus Luik)
- Aino Järvik (Terje Pennie)
- Iris Järvik (Hanna Allsaar)
- Anneli (Mairi Tikerpalu)
- Taivo Palm (Meelis Rämmeld)
- Ivar Karineem (Andres Noormets)

În acest serial au interpretat mulți alți actori, ca de exemplu Dajan Ahmet, Liisa Aibel, Ellen Alaküla, Rudolf Allabert, Ago Anderson, Rednar Annus, Marika Barabanštšikova, Eino Baskin, Svetlana Dorošenko, Herta Elviste, Robert Gutman, Hedvig Hanson, Helle-Reet Helenurm, Evald Hermaküla, Aleksandr Ivaškevitš, Peeter Jakobi, Vello Janson, Ene Järvis, Peeter Jürgens, Ain Jürisson, Peeter Kaljumäe, Liia Kanemägi, Peeter Kard, Diana Klas, Kersti Kreismann, Tiia Kriisa, Marta Laan, Aare Laanemets, Silvia Laidla, Anu Lamp, Lauri Leesi, Anne Margiste, Triinu Meriste, Helena Merzin, Marje Metsur, Kaie Mihkelson, Tõnu Mikk, Ain Mäeots, Laine Mägi, Haide Männamäe, Tarmo Männard, Katrin Nielsen, Henrik Normann, Laura Nõlvak, Enn Nõmmik, Indrek Ojari, Alar Ojastu, Külli Palmsaar, Tiit Palu, Ao Peep, Margus Prangel, Elina Purde, Andres Puustusmaa, Andres Raid, Evi Rauer, Leino Rei, Erich Rein, Elina Reinold, Oleg Rogatšov, Riho Rosberg, Erik Ruus, Maila Rästas, Peeter Rästas, Raivo Rüütel, Indrek Saar, Üllar Saaremäe, Heino Seljamaa, Jass Seljamaa, Ott Sepp, Anna Sergejeva, Eili Sild, Endel Simmermann, Piret Simson, Tiit Sukk, Indrek Taalmaa, Merle Talvik, Tõnu Tamm, Lii Tedre, Liina Tennosaar, Lea Tikerpuu, Kersti Tombak, Raivo Trass, Taavi Tõnisson, Carita Vaikjärv, Priit Võigemast, Velvo Väli, Sander Üksküla sau Siina Üksküla.

## Primire
A fost nominalizat la AELS - Premiul Eston de Film și Televiziune din 2019, la categoria cel mai bun scenarist (Andra Teede) și la Premiul Eston de Film și Televiziune din 2020, la categoria cel mai bun serial TV și cel mai bun actor (Helgi Sallo).